# Simulium marlieri
Simulium marlieri är en tvåvingeart som beskrevs av Jean Charles Marie Grenier 1950. Simulium marlieri ingår i släktet Simulium och familjen knott.
Artens utbredningsområde är Kongo. Inga underarter finns listade i Catalogue of Life.